# 簡媜
簡媜（1961年10月9日—），本名簡敏媜，散文、繪本作家。生於臺灣宜蘭縣冬山鄉冬山河畔，曾任編輯、出版者，現專事寫作。自稱是「不可救藥的散文愛好者」。其散文風格，辭采華茂，設喻新警，從大學時期的少女情懷、鄉土與兒少記憶，到女性群像、社會諷刺、傷逝、育兒、教育、飲食、老化書寫。

## 生平
簡媜生於一個世代務農的家庭，排行老大，家中成員有阿嬤、父母，兩個弟弟、兩個妹妹。
1974年13歲的她就讀國中期間，父親因車禍意外過世，身為長女的她，被迫瞬間長大，幫忙阿嬤與母親分擔家計，此刻她也開始思考未來的人生方向，為了要尋找更大的發展空間，她決定到臺北報考高中。
兩年後，她因考上臺北的復興高中而來臺北，都會與鄉下巨大的文化差異，一時令她難以適應，加上年少的叛逆與同學之間的隔閡，讓她常常處於被排擠狀態，只能從文字創作中，抒發滿腹的壓力與鬱悶。
高二時，簡媜寫了一篇〈雨的樂章〉投稿到校刊，文章登出來後，得到這輩子第一筆稿費二十五元。不久，膽子大了就投稿《北市青年》。所以高三那年，簡媜就立定志向，這輩子她要走文學這條路。
大學考上國立臺灣大學哲學系。
大一時，以《竈》一文獲得台大第一屆散文獎第二名(第一名從缺)，在朋友李惠綿的建議下，將寫過的文章蒐集影印一份，然後去找系主任談，意外轉入同校中國文學系。
但是，中文系的課程卻無法滿足於她對知識的饑渴，在失望之餘，她「逐漸成為課堂上的遊牧民族，逐水草而居地穿梭在外文系、歷史系與人類學系的門外，自己系上的課，泰半交給影印機去處理。」
大學期間，開始嶄露頭角獲多項校園文學獎。大學畢業後，簡媜曾經在高雄鳳山編印佛書，也做過廣告公司文案，及《普賢》雜誌、《聯合文學》、「遠見」與「實學社」的編輯，簡媜也曾與陳義芝、張錯等人創辦「大雁出版社」。
34歲那年春天，她突然疲倦感傷，盤點一下自己的生活，發現許多感情、期盼都丟掉了，剩下的，就是典型中年不婚女性的生活，於是她很認真開始規畫「一個人」的一輩子，她買保險時還信誓旦旦認定自己「絕對不會結婚！」沒想到半年後她不但結了婚，還懷了個孩子。
懷孕、哺乳時，她同時編寫早已完成的單身女人筆記《女兒紅》，以及育嬰筆記《紅嬰仔》。
1995年簡媜與中央研究院學者姚怡慶結婚，育有1子，目前專事寫作。
1996年出版的作品《女兒紅》，獲選為聯合報讀書人最佳書獎，此書更入選為「台灣文學經典三十」，與梁實秋、琦君、王鼎鈞等散文家並列。
2017年，由台積電青年學生文學獎參賽者進行投票的「2017青年最愛作家」活動，簡媜被票選為第一。簡媜為此發表感言文章《當你啟航那一刻，請想起我》以鼓勵莘莘學子。
2023年，其散文《一竿冷》被列為當時香港中學文憑試中文科卷一的白話文閱讀篇章。

## 學歷
- 國立臺灣大學中國文學系
- 復興高中
- 順安國中
- 武淵國小

## 作品

### 散文專著
| 年度 | 書名                                                     | 出版社   | 再版/其它版本 |
| 1985 | 《水問》                                                 | 洪範書店 | 2003年新版(25K)；2019年簡體版(台海出版社)                                                                                            |
| 1986 | 《只緣身在此山中》                                       | 洪範書店 | 2004年新版(25K)；2021年電子書(印刻)                                                                                                  |
| 1987 | 《月娘照眠牀》                                           | 洪範書店 | 2006年新版(25K)；2021年電子書(印刻)                                                                                                  |
| 1987 | 《七個季節》                                             | 時報文化 | |
| 1988 | 《私房書》                                               | 洪範書店 | 2007年新版(25K)；2016年簡體版(九州出版社)                                                                                            |
| 1988 | 《浮在空中的魚群》                                       | 漢藝色研 | |
| 1989 | 《下午茶》                                               | 大雁     | 洪範書店1994年再版；2007年新版(25K)；2016年簡體版(九州出版社)                                                                        |
| 1991 | 《夢遊書》                                               | 大雁     | 洪範書店1994年再版；2007年新版(25K)；2021年電子書(印刻)；2025年簡體版(江蘇鳳凰文藝出版社)                                            |
| 1991 | 《空靈》──我讀山水詩                                     | 漢藝色研 | |
| 1994 | 《胭脂盆地》                                             | 洪範書店 | 2004年新版(25K)；2019年簡體版(台海出版社)；2021年電子書(印刻)                                                                        |
| 1996 | 《女兒紅》                                               | 洪範書店 | 2019年新版；2019年簡體版(台海出版社)；2021年電子書(印刻)；2025年簡體版(江蘇鳳凰文藝出版社)                                           |
| 1997 | 《頑童小番茄》──一個單親小女孩的成長錄                   | 九歌     | 2005年新版(25K)；2019年簡體版(台海出版社)                                                                                            |
| 1999 | 《紅嬰仔》──一個女人與她的育嬰史                         | 聯合文學 | 2010年新版(25K)；2019年印刻新版；2019年簡體版(台海出版社)；2019年電子書(印刻)                                                        |
| 2002 | 《天涯海角》──福爾摩沙抒情誌                             | 聯合文學 | 2011年簡體版(文化藝術出版社)；2013年簡體版(北京十月文藝出版社)；2014年簡體版(九州出版社)；2020年繁體版(印刻文學)；2020年電子書(印刻) |
| 2004 | 《好一座浮島》                                           | 洪範書店 | 2016年簡體版(九州出版社)；2022年電子書(印刻)                                                                                         |
| 2004 | 《舊情復燃》                                             | 洪範書店 | 2023年電子書(印刻) |
| 2006 | 《微暈的樹林》                                           | 洪範書店 | 2019年簡體版(台海出版社)；2022年電子書(印刻)；2025年簡體版(江蘇鳳凰文藝出版社)                                                       |
| 2006 | 《密密語》                                               | 洪範書店 | 2016年簡體版(九州出版社) |
| 2007 | 《老師的十二樣見面禮──一個小男孩的美國遊學誌》           | 印刻文學 | 2013年簡體版(北京十月文藝出版社)；2019年簡體版(九州出版社)；2022年增訂版(印刻)                                                       |
| 2013 | 《誰在銀閃閃的地方，等你──老年書寫與凋零幻想》           | 印刻文學 | 2014年DAISY有聲書光碟版；2019年簡體版(九州出版社)；2022年增訂版(印刻)；2022年電子書(印刻)                                            |
| 2016 | 《我為你灑下月光：獻給被愛神附身的人》                   | 印刻文學 | 2017年簡體版(九州出版社)；2018年新版；2018年電子書(印刻)                                                                             |
| 2019 | 《陪我散步吧》                                           | 簡媜     | 2019年簡體版(九州出版社)；2019年電子書(印刻)；2025年增訂版(印刻)                                                                     |
| 2024 | 《一個人漫遊，古典森林：遇見陶淵明、杜甫與李白、李商隱》 | 印刻文學 | |

### 小說專著
| 年度 | 書名         | 出版社 | 再版/其它版本      |
| 2021 | 《十種寂寞》 | 印刻   | 2021年電子書(印刻) |

### 散文合著
| 年度 | 書名                         | 出版社             | 備註 |
| 1987 | 《一斛珠》                   | 林白               | (與馮曼倫、陳義芝、趙衛民/合著)                                                                                         |
| 1987 | 《弱水三千》                 | 佛光文化           | |
| 1987 | 《僧伽》                     | 佛光文化           | |
| 1988 | 《金色女孩》                 | 希代               | |
| 1989 | 《愛的小故事》(3)            | 時報文化           | 焦桐/主編 |
| 1991 | 《書夢︰與小朋友談讀書樂》   | 正中書局           | 林煥彰/主編 |
| 1993 | 《童年的夢》(2)              | 時報文化           | 焦桐/主編 |
| 2002 | 《改變一生的一句話》(2)      | 圓神               | |
| 2007 | 《書寫青春》(4)              | 聯經               | 聯經編輯部/主編 |
| 2008 | 《吃朋友》                   | 印刻文學           | （黃照美、趙國瑞、黃恆正、楊茂秀、黃淵泉、李惠綿、魏可風/合著，黃照美/主廚，石憶∕整理）；2017年簡體版（四川人民出版社） |
| 2012 | 《放學了！14個作家的妙童年》 | 國語日報           | （子魚、王盛弘、甘耀明、朱天心、向陽、吳晟、桂文亞、徐國能、許榮哲、張嘉驊、張曉風、廖玉蕙、羅青/合著）                 |
| 2019 | 《餘生須盡歡》               | 江蘇鳳凰文藝出版社 | （張曼娟、蔡珠兒等/合著）                                                                                               |

### 繪本
| 年度 | 書名                                  | 出版社   | 備註                                    |
| 2000 | 《雷公糕》(Thunder Cake)              | 遠流     | Patricia Polacco/著，簡媜/譯;2017年二版 |
| 2001 | 《下雪了》(Snow)                      | 台灣麥克 | Uri Shulevitz/著，簡媜/譯               |
| 2001 | 《月亮，你好嗎?》(My Friend the Moon) | 台灣麥克 | André Dahan/著，簡媜/譯                 |
| 2003 | 《跟阿嬤去賣掃帚》                    | 遠流     | 簡媜/著，黃小燕/繪 ，2021/03/04二版     |

### 主編文選
| 年度 | 書名                                 | 出版社                 | 備註 |
| 1986 | 《心似秋月》                         | 大鳥書局               |      |
| 1987 | 《惜生》                             | 方位                   |      |
| 1988 | 《國中國文輔助文選》(第三、四冊)     | 開拓                   |      |
| 1992 | 《廣欽老和尚開示法語錄》             | 圓明                   |      |
| 1993 | 《一曲未完電影夢：王菲林紀念文集》   | 克寧（國家電影資料館） |      |
| 1993 | 《八十一年散文選》                   | 九歌                   |      |
| 1994 | 《八十四年散文選》                   | 九歌                   |      |
| 1999 | 《八十七年散文選》                   | 九歌                   |      |
| 2006 | 《現代文學精品選 : 小說選讀─臺灣篇》 | 龍騰文化               |      |
| 2006 | 《現代文學精品選 : 小說選讀─大陸篇》 | 龍騰文化               |      |

### 散文選集
| 年度 | 書名                                         | 出版社               | 備註                                    |
| 1982 | 《七十年散文選》有情石                       | 九歌                 | 林錫嘉/主編                             |
| 1985 | 《七十三年散文選》紅塵親切                   | 九歌                 | 蕭蕭/主編                               |
| 1985 | 《1985台灣散文選》漁父                       | 前衛                 | 阿盛/主編                               |
| 1986 | 《七十四年散文選》無緣緣                     | 九歌                 | 林錫嘉/主編                             |
| 1986 | 《冠軍散文》                                 | 希代                 | 歷屆全國文學獎得獎作品集                |
| 1987 | 《海峽散文1986》月魔                         | 希代                 | 阿盛/主編                               |
| 1987 | 《七十五年散文選》銀針掉地                   | 九歌                 | 陳幸蕙/主編                             |
| 1988 | 《七十六年散文選》四月裂帛                   | 九歌                 | 蕭蕭/主編                               |
| 1988 | 《海峽散文1987》夢時                         | 希代                 | 阿盛/主編                               |
| 1989 | 《七十七年散文選》夢的狼牙                   | 九歌                 | 林錫嘉/主編                             |
| 1989 | 《愛情卷》(2)                                | 希代                 | 黃凡、林燿德/主編                       |
| 1989 | 《海峽散文1988》五月歌謠                     | 希代                 | 阿盛/主編                               |
| 1990 | 《七十八年散文選》賴公                       | 九歌                 | 陳幸蕙/主編                             |
| 1992 | 《靈光照眼》──當代哲理散文選                 | 明田                 | 鄭明娳/主編                             |
| 1992 | 《八十年散文選》                             | 九歌                 | 林錫嘉/主編                             |
| 1993 | 《童年的夢》(1)                              | 時報文化             | 焦桐/主編                               |
| 1994 | 《青少年散文選》                             | 明田                 | 方杞/主編                               |
| 1995 | 《中華大系散文卷》(4)                        | 九歌                 | 張曉風/主編                             |
| 1998 | 《散文20家》                                 | 九歌                 | 陳義芝/主編                             |
| 1999 | 《作家列傳》                                 | 爾雅                 | 阿盛/主編                               |
| 2000 | 《台灣文學讀本》（一）                       | 玉山社               | 陳玉玲/主編                             |
| 2001 | 《八十九年散文選》                           | 九歌                 | 廖玉蕙/主編                             |
| 2001 | 《天下散文選》(1)                            | 天下文化             | 陳大為、焦桐、鍾怡雯/主編               |
| 2001 | 《天下散文選》(2)                            | 天下文化             | 陳大為、焦桐、鍾怡雯/主編               |
| 2002 | 《小說教室》                                 | 九歌                 | 張曉風/主編，2006年新版                 |
| 2002 | 《散文教室》                                 | 九歌                 | 陳義芝/主編，2006年新版；2020年增訂新版 |
| 2003 | 《寫作教室》──閱讀文學名家                   | 麥田                 | 東海大學中國文學系/主編                 |
| 2003 | 《百年遊記》(1)──島‧城‧大漠‧藏地‧天涯        | 立緒                 | 林非/主編                               |
| 2003 | 《中華現代文學大系（貳）》散文卷（四）       | 九歌                 | 張曉風/主編，2009年新版                 |
| 2004 | 《九十二年散文選》                           | 九歌                 | 顏崑陽/主編                             |
| 2004 | 《飛翔的姿勢》──成長散文集                   | 幼獅文化             | 蕭蕭/主編                               |
| 2005 | 《國民文選──散文卷III》                      | 玉山社               | 陳萬益/主編                             |
| 2005 | 《九十三年散文選》                           | 九歌                 | 陳芳明/主編                             |
| 2005 | 《攀登生命巔峰》──精選當代名家散文           | 聯合文學             | 蕭蕭/主編                               |
| 2005 | 《海納百川》──知性散文作品選                 | 聯合文學             | 阮桃園、許建崑、彭錦堂/主編             |
| 2005 | 《親情散文選》──父親的瞭望                   | 正中書局             | 吳美幸/主編                             |
| 2006 | 《因為玫瑰》──當代愛情散文選                 | 聯合文學             | 鍾怡雯/主編                             |
| 2006 | 《二十世紀台灣文學金典》(散文卷．第三部)     | 聯合文學             | 向陽/主編                               |
| 2007 | 《九十五年散文選》                           | 九歌                 | 蕭蕭/主編                               |
| 2007 | 《大學國文選》（第三版）                     | 麗文文化             | 大仁科技大學國文科/主編                 |
| 2008 | 《台灣文學30年菁英選3：散文30家》（下冊）    | 九歌                 | 阿盛/主編                               |
| 2008 | 《山海書-宜花東文學選輯》(Ι)                 | 二魚文化             | 賴芳伶/主編                             |
| 2008 | 《九十六年散文選》                           | 九歌                 | 林文義/主編                             |
| 2008 | 《遊戲開始》                                 | 五南                 | 吳晟/主編                               |
| 2008 | 《閱讀文學地景．散文卷》                     | 聯合文學             | 聯合文學/主編                           |
| 2009 | 《尋找自己的價值》                           | 幼獅文化             | 陳義芝/主編                             |
| 2009 | 《蘿蔔湯的啟示》                             | 正中書局             | 正中書局/主編                           |
| 2010 | 《晨讀10分鐘：成長故事集》                   | 天下雜誌             | 張曼娟/主編                             |
| 2010 | 《晨讀10分鐘：幽默散文集》                   | 天下雜誌             | 廖玉蕙/主編                             |
| 2011 | 《作家與海》                                 | 立緒                 | 郭強生/主編                             |
| 2011 | 《與作家有約》                               | 幼獅文化             | 宋裕/主編                               |
| 2012 | 《100年散文選》                              | 九歌                 | 鍾怡雯/主編                             |
| 2014 | 《臺灣現代文學有聲書．散文卷》               | 國立臺灣文學館       | 竹科廣播股份有限公司/主編               |
| 2015 | 《九歌103年散文選》                          | 九歌                 | 阿盛/主編                               |
| 2015 | 《散文類：新時代「力與美」最佳散文課讀本》   | 麥田                 | 黃錦樹+高嘉謙/主編                      |
| 2016 | 《九歌104年散文選》                          | 九歌                 | 袁瓊瓊/主編                             |
| 2016 | 《中學生讀簡媜》                             | 九州出版社           | 簡媜/主編                               |
| 2017 | 《大家小文（3）：萬物有靈》                  | 汕頭大學出版社       | 杜志建/主編                             |
| 2018 | 《另一種日常：生活美學讀本》                 | 麥田                 | 凌性傑+范宜如/主編                      |
| 2018 | 《臺大文學椰林》                             | 國立臺灣大學出版中心 |                                         |
| 2019 | 《你笑起來真像好天氣》                       | 北京聯合出版公司     | 簡媜/主編                               |
| 2019 | 《當代散文選讀》                             | 五南                 | 陳謙+向鴻全/主編                        |
| 2020 | 《九歌108年散文選》                          | 九歌                 | 凌性傑/主編                             |
| 2021 | 《閃亮歲月：當代華文老年書寫文選》           | 立緒                 |                                         |
| 2022 | 《瘋狂閱讀年度特輯（2）：美文紀》            | 汕頭大學出版社       | 杜志建/主編                             |
| 2022 | 《萬家燈火，一盞歸處：名家心中的親情與溫暖》 | 北京聯合出版公司     |                                         |
| 2022 | 《創作的星圖：國民散文手藝課》               | 麥田                 | 石曉楓／主編                            |

### 小說選集
| 年度 | 書名                | 出版社 | 備註        |
| 2021 | 《九歌109年小說選》 | 九歌   | 張亦絢/主編 |

### 講座輯錄
| 年度 | 書名                                                      | 出版社         | 備註                |
| 2007 | 《親近臺灣文學》─作家現身                                 | 五南           | 林明德/著           |
| 2008 | 《遠方的歌詩》─十二場台灣當代詩、散文與兒童文學的心靈饗宴 | 印刻文學       | 國立台灣文學館/主編 |
| 2014 | 《文學波瀾》─府城講壇2013                                 | 國立臺灣文學館 | 國立台灣文學館/主編 |

### 影音
| 年度 | 片名                                                       | 出版                   | 備註 |
| 2009 | 《專訪文壇新秀簡媜》                                       | 光耀科技傳播有限公司   |      |
| 2010 | 《吾鄉印象─竹枝詞》                                        | 廣播電視事業發展基金會 |      |
| 2014 | 《誰在銀閃閃的地方，等你：老年書寫與凋零幻想》(有聲書光碟) | 台灣數位有聲書推展學會 |      |

### 攝影輯
| 年度 | 書名                         | 出版社   | 備註     |
| 2020 | 《臺灣作家一百年》-1920-2020 | 讀冊文化 | 潘小俠著 |

## 評論專著
| 年度 | 書名                                     | 出版社   | 備註                            |
| 1998 | 《林語堂‧瘂弦和簡媜筆下的男性與女性》    | 大安     | 黎活仁/著                       |
| 2004 | 《無盡的追尋──當代散文詮釋與批評》       | 聯合文學 | 鍾怡雯/著                       |
| 2007 | 《不離不棄鴛鴦夢──文學女性與女性文學》   | 里仁書局 | 李栩鈺/著                       |
| 2007 | 《漫遊與獨舞──九〇年代台灣女性散文論集》 | 秀威資訊 | 應鳳凰/主編                     |
| 2007 | 《海峽兩岸華文文學學術研討會論文選集》   | 秀威資訊 | 中國現代文學學會、中原大學/主編 |

## 得獎
- 1981年，以《有情石》獲全國學生文學獎第一名
- 1990年，獲中國文藝協會文藝獎章；以《鹿回頭》獲第3屆梁實秋文學獎第3名。
- 1992年，以《夢遊書》獲第14屆吳魯芹散文獎；以《母者》獲第15屆中國時報時報文學獎散文首獎
- 1994年，以《胭脂盆地》獲得第20屆國家文藝獎(舊制)散文獎及聯合報讀書人年度最佳書獎
- 1996年，以《女兒紅》獲聯合報讀書人年度最佳書獎
- 1999年，以《女兒紅》入選「台灣文學經典三十」
- 2000年，以《紅嬰仔》獲1999年九歌年度散文獎、第24屆金鼎獎-推薦優良圖書、第3屆台北文學獎散文獎及聯合報讀書人年度最佳書獎
- 2002年，以《天涯海角─福爾摩沙抒情誌》獲聯合報讀書人年度最佳書獎
- 2003年，以《天涯海角─福爾摩沙抒情誌》獲第27屆金鼎獎-推薦優良圖書
- 2004年，以《好一座浮島》獲聯合報讀書人年度最佳書獎
- 2008年，以《老師的十二樣見面禮》獲第32屆金鼎獎-最佳文學類圖書獎，及台北文學十書